# 789
Cette page concerne l'année 789  du calendrier julien. Pour l'année 789 av. J.-C., voir 789 av. J.-C.
L'année 789 est une année commune qui commence un jeudi.

## Événements
- 5 février, Volubilis : début du règne d'Idris Ier, proclamé imam au Maroc (fin en 791)[1]. Début de la dynastie Idrisside. Fondation du royaume du Maroc. Idris ben Abdallah, descendant de Ali, échappe aux Abbassides et quitte l’Arabie pour le Maroc en 786. En 788, il est accueilli et protégé par la tribu berbère Ghiyata de la confédération Aouraba, installée dans la région de Volubilis (oualili) et reconnu comme imam. Il épouse une femme aourabi, Kenza al-Ourbiya. Il s’empare de Tlemcen et fonde la première ville de Fès.
- 9 février : tremblement de terre à Constantinople[2].
- 23 mars, concile d'Aix-la-Chapelle : Charlemagne promulgue le capitulaire Admonitio generalis (Exhortation générale)[3]. Il fixe les premières grandes lignes directrices de la réforme carolingienne, qui entend règlementer tous les compartiments de la vie du royaume, décrétant notamment la création d'écoles dans chaque évêché et le baptême des enfants avant l'âge d'un an.
  - Capitulaire stipulant que la formule du serment de fidélité au roi devait être prononcée par tous les hommes libres[4]. Les missi dominici, envoyés de l’empereur, sont chargés de recueillir les serments et de contrôler l’administration de l’Empire.
  - Capitulaire interdisant tout profit sur l’argent ou toute autre chose donnée en prêt[5].
- Printemps : les troupes franques passent le Rhin près de Cologne puis franchissent pour la première fois l’Elbe après avoir construit deux ponts de bois. Une flotte frisonne renforce l'armée franque sur la Havel après avoir remonté l'Elbe[6]. Dragawit, le chef slave local, préfère se rendre à Charlemagne et lui remettre sa résidence fortifiée[7].
- 1er novembre : consécration de la cathédrale de Brême[8].
- 25 décembre : Charlemagne passe les fêtes de Noël à Worms[9].

- Début du règne de Bermude Ier, roi des Asturies à la mort de Mauregat à Pravia[10].
- Beothric, roi du Wessex, épouse Eadburh, fille du roi de Mercie Offa[11].
- Premières incursions des Vikings en Grande-Bretagne (Wessex)[12].
- Création par Irène du nouveau thème de Macédoine en Thrace occidentale (?)[13].
- Matruh al-Arabi, fils de Sulayman, se révolte à Barcelone contre l'émir de Cordoue. Il prend Saragosse et Huesca avant d'être exécuté sur ordre de l'émir Hicham[14].

## Naissances en 789
- Al-Khawarizmi, mathématicien persan d'expression arabe du Moyen Âge, à Khiva (Ouzbékistan) (date approchée, retenue pour la commémoration des 1200 ans) († vers 850).
- Ziriab, musicien et savant d’origine  kurdo-perse († 857).

## Décès en 789
- 14 avril : Christophore, moine sabaïte, exécuté en Palestine pour s'être convertit de l'Islam au christianisme[15].
- 8 novembre : Willehad, missionnaire anglo-saxon, évêque de Brême.